# Yangmei, Fujian
Yangmei (kinesiska: 杨梅) är en socken i sydöstra Kina. Den ligger i Dehua härad i staden Quanzhou i provinsen Fujian, omkring 110 kilometer väster om provinshuvudstaden Fuzhou. Antalet invånare är 2 334. Befolkningen består av 1 049 kvinnor och 1 285 män. Barn under 15 år utgör 8,0 %, vuxna 15-64 år 74 %, och äldre över 65 år 16,0 %.